# پایگاه هوایی امبریو-نن-بوگی
پایگاه هوایی امبریو-نن-بوگی (به انگلیسی: Ambérieu-en-Bugey Air Base) (به زبان بومی: Base aérienne 278 Ambérieu-en-Bugey) یک فرودگاه نظامی و غیرنظامی است که یک باند فرود آسفالت دارد و طول باند آن ۲۰۰۰ متر است. این فرودگاه در کشور فرانسه قرار دارد و در ارتفاع ۲۵۱ متری از سطح دریا واقع شده است.